# Instax Mini 9
Fujifilm Instax Mini 9 je kompaktní fotoaparát, který snímky vzápětí vyvolá a ve formátu 86 x 54 mm vytiskne zdokonalenou technologií Polaroid. Vyrábí se i ve dvou dalších formátech a v pěti různých barvách: „Flamingo Pink“, „Lime green“, „Cobalt blue“, „Smoky White“ a „Ice Blue. 

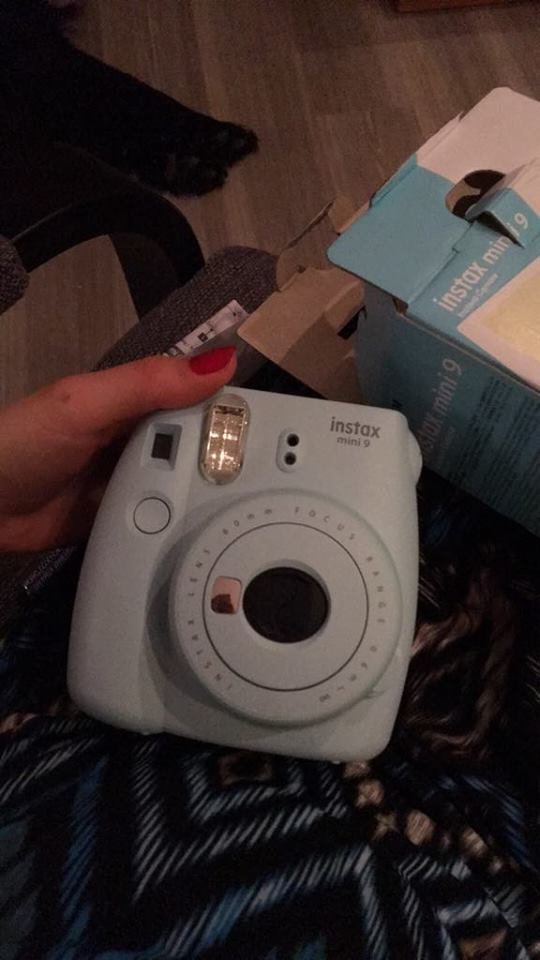
Fotografie Instaxu mini 9, v barvě Ice blue

## Klíčové vlastnosti
Model Mini 9 je vybaven selfie zrcátkem a předsádkou na objektiv, díky níž je možno pořizovat i fotografie v makro režimu. Počet funkcí zůstává stejný jako u Mini 8 a to automatické měření expozice pro nastavení clony a high-key
režim. Fotoaparát disponuje jednoduchým intuitivním ovládáním, má automatickou expozici a pokud jej zapomenete vypnout, udělá to za 5 minut sám. Jednou z jeho největších výhod je, že fotografie lze pořídit a vytisknout kdekoliv.
Vyvolání snímku trvá 90 sekund.

### Technické parametry
Fotoaparát má rozměry 116 x 118.3 x 68.2 mm a váží pouhých 307 g. Součástí fotoaparátu je objektiv s ohniskovou vzdáleností 60 mm a světelností f/12,7. Zaostřovat lze od vzdálenosti 0,6 m a více. Napájení zajišťují dvě AA 1,5 V baterie. Fotografie pořízené Instaxem mini 9 jsou velké 86 x 54 mm (jako kreditní karta). Do zařízení je vtěsnán i konstantně fungující blesk s dosahem 0,6–2,7 m. Přístroj také obsahuje selfie zrcátko, které slouží ke zkontrolování orámování fotografie v zrcátku, close-up čočku pro záběry od vzdálenosti 35 cm od objektu (vhodné pro portréty) a High-Key mód pro zjednodušení focení za každých světelných podmínek. 

### Ovládání fotoaparátu
1. Fotoaparát zapněte tlačítkem umístěným pod objektivem.
2. Nastavte volič expozice do optimální polohy, jejíž vhodnost si potvrdíte pohledem na oblohu.
3. Stiskněte spoušť.